# Prison aux États-Unis

Nombre de prisonniers aux États-Unis entre 1920 et 2014.

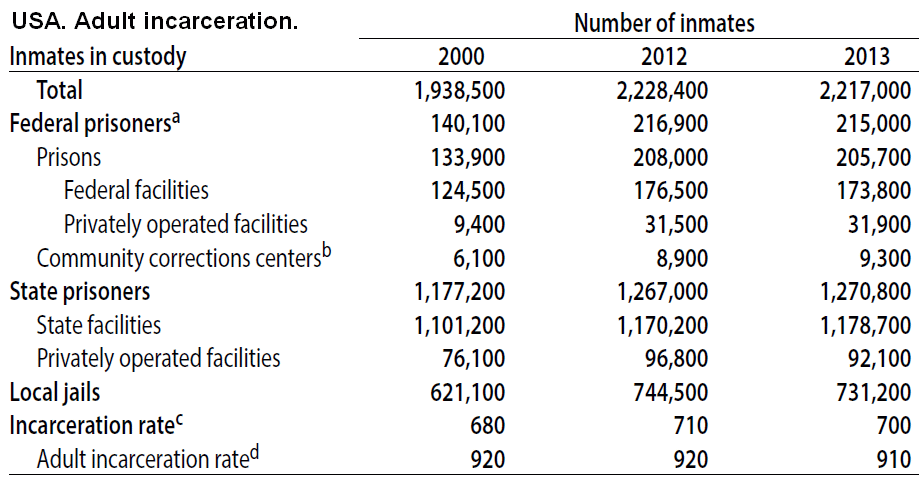
Nombres de détenus placés en détention dans les prisons d'État, fédérales, locales au 31 décembre des années 2002, 2012 et 2013.

À l'instar du système juridique, le complexe pénitentiaire américain est divisé entre prisons fédérales, gérées par le Bureau fédéral des prisons, et prisons relevant des États fédérés. Les autorités des États-Unis ont passé des contrats avec des entreprises, telles GEO Group et la Corrections Corporation of America, pour construire et gérer certaines prisons (ainsi que des centres de détention).
En 2012, environ 2,2 millions de personnes étaient incarcérées aux États-Unis contre environ 2,3 millions janvier 2011,, soit environ 0,9 % de la population adulte (238 millions). Entre 2019 et 2020, les États-Unis ont connu une baisse significative du nombre total d'incarcérations. Dans les prisons d'État et fédérales et les prisons locales, elles ont diminué de 14 %, passant de 2,1 millions en 2019 à 1,8 million à la mi-2020.
Les États-Unis ont dépensé 82,7 milliards de dollars en 2009 pour leur système carcéral.
Depuis au moins les années 2000, les États-Unis ont le taux d'incarcération le plus élevé du monde ; en valeur absolue, ce pays compte plus de prisonniers que la Chine (environ 1,7 million de détenus), le Brésil (environ 750 000) ou la Russie (environ 470 000). En 2017, les États-Unis comptent 25 % des prisonniers de la planète pour une population représentant 5 % de la population mondiale.

## Organisation du système d'incarcération aux États-Unis

### Catégories et niveaux de sécurité des établissements
Les établissements d'incarcération aux États-Unis se distinguent en deux catégories : les prisons, d'État ou fédérales, (en anglais : prison) et les prisons au niveau local (en anglais : local and county jail).
Les prisons aux États-Unis, appelées « institutions » au niveau fédéral, sont, au niveau fédéral et dans la plupart des États, divisées en catégorie correspondant à leur niveau de sécurité et aux catégories de détenus incarcérés :
- Les institutions de sécurité minimum (en anglais : Minimum security institutions), également appelés Federal Prison Camps ou FPC au niveau fédéral : ces établissements, où le ratio détenus/personnel est relativement faible, accueillent les détenus dans des dortoirs. La sécurité périmétrique est limitée voire absente, l'établissement étant orienté sur le travail et les programmes de réhabilitation des détenus. Certaines institutions fédérales de niveau supérieur disposent de petits camps à sécurité minimum adjacents à l'établissement principal et souvent appelés Satellite Prison Camps ou SCP[7].
- Les institutions de sécurité basse (en anglais : Low security institutions) catégorisent également des institutions correctionnelles fédérales (en anglais : Federal Correctional Institutions ou FCI) au niveau fédéral : ces établissements, où le ratio détenus/personnel est plus élevé que pour les établissements à sécurité minimum, disposent de dortoirs ou de cellules et bénéficient d'une sécurité périmétrique à double clôture. Ils sont, tout comme pour les institutions à sécurité minimum, très fortement axés sur le travail et les programmes de réhabilitation des détenus. Certaines institutions fédérales de niveau supérieur disposent également de satellites fédéraux à basse sécurité (en anglais : Federal Satellite Low Security ou FSL)[7].
- Les institutions de sécurité moyenne (en anglais : Medium security institutions) catégorisent également des institutions correctionnelles fédérales (en anglais : Federal Correctional Institutions ou FCI) et certains pénitenciers fédéraux (en anglais : United States Penitentiaries) au niveau fédéral : ces établissements, où le ratio détenus/personnel est plus élevé que pour le établissements à sécurité faible avec la mise en place de contrôles renforcés, sont essentiellement constitués de cellules et bénéficient d'une sécurité périmétrique renforcée, souvent à double clôture avec systèmes de détection électronique, Ces établissements disposent également d'offre de travail et de programmes de réhabilitation pour les détenus[7].
- Les institutions de haute sécurité (en anglais : High security institutions), également appelés pénitenciers fédéraux (en anglais : United States Penitentiaries) au niveau fédéral (même si certains pénitenciers peuvent être de sécurité moyenne) : ces établissements, où le ratio détenus/personnel est le plus élevé et où un contrôle strict des déplacements des détenus est mis en œuvre, sont composés de cellules individuelles ou partagées et bénéficient d'une sécurité périmétrique très élevée, notamment avec des murs ou des clôtures renforcées[7].

Il existe également, au niveau fédéral, des complexes correctionnels fédéraux (en anglais : Federal Correctional Complexes ou FCC) constitués de plusieurs établissements de niveau de sécurité différent mais regroupés dans un même périmètre afin d'optimiser et de mutualiser les moyens.
Toujours au niveau fédéral, il existe également des établissements administratifs (en anglais : Administrative facilities) qui assurent des missions spécifiques dans le système pénitentiaire : incarcération des détenus en attente de leur procès, de détenus suivis pour des pathologies médicales lourdes ou chroniques ou des détenus particulièrement dangereux, violents ou susceptibles de s'évader. Cette catégorie regroupe :
- les centres correctionnels métropolitains (en anglais : Metropolitan Correctional Centers ou MCC),
- les centres de détention métropolitains (en anglais : Metropolitan Detention Centers ou MDC),
- les centres de détention fédéraux (en anglais : Federal Detention Centers ou FDCs),
- les centres médicaux fédéraux (en anglais : Federal Medical Centers ou FMC),
- le centre de transfert fédéral (en anglais : Federal Transfer Center ou FTC),
- le centre médical pour prisonniers fédéraux (en anglais : Medical Center for Federal Prisoners ou MCFP),
- l'Administrative-Maximum Security Penitentiary de Florence (ADX Florence)

### Catégories particulières

#### Mineurs
| Année | Hommes | Femmes | Total   |
| ----- | ------ | ------ | ------- |
| 1997  | 90 771 | 14 284 | 105 055 |
| 1999  | 93 114 | 14 553 | 107 667 |
| 2001  | 89 271 | 15 142 | 104 413 |
| 2003  | 82 065 | 14 590 | 96 655  |
| 2006  | 79 095 | 13 759 | 92 854  |

Alors que la population globale de détenus a augmenté jusqu'en 2008, le nombre de mineurs en établissement surveillé a diminué depuis 1999.
Selon une étude de Human Rights Watch (HRW) et Amnesty International (AI) publiée le 12 octobre 2005, au moins 2 225 détenus qui étaient mineurs au moment des faits pour lesquels ils ont été condamnés, purgent une peine de prison à vie sans possibilité de libération conditionnelle. Cet élément est en contradiction avec la Convention relative aux droits de l'enfant qui n'est pas ratifiée par les États-Unis.
Toutefois, en 2012, la Cour suprême a interdit la réclusion à perpétuité sans possibilité de libération pour les mineurs au moment des faits, dans l'arrêt Miller v. Alabama.
Selon cette même étude, c'est aux États-Unis que sont détenus à vie le plus de personnes sans possibilité de libération conditionnelle pour des crimes commis alors qu'ils étaient mineurs. Seuls trois autres pays, parmi les 154 où l'étude a pu être menée, autorisent ce type de condamnation : l'Afrique du Sud, la Tanzanie et Israël. C'est en Virginie, en Louisiane et au Michigan que l'on trouve les plus forts taux de condamnations de ce type. Certains détenus ont été condamnés pour des crimes moins graves que des meurtres.
Plus de 100 000 enfants et adolescents sont détenus aux États-Unis en 2019 en lien avec l'immigration selon l'ONU. Ce nombre comprend les mineurs non accompagnés, ceux qui ont été arrêtés avec leurs familles et ceux qui ont été séparés de leurs parents avant la détention.

## Statistiques

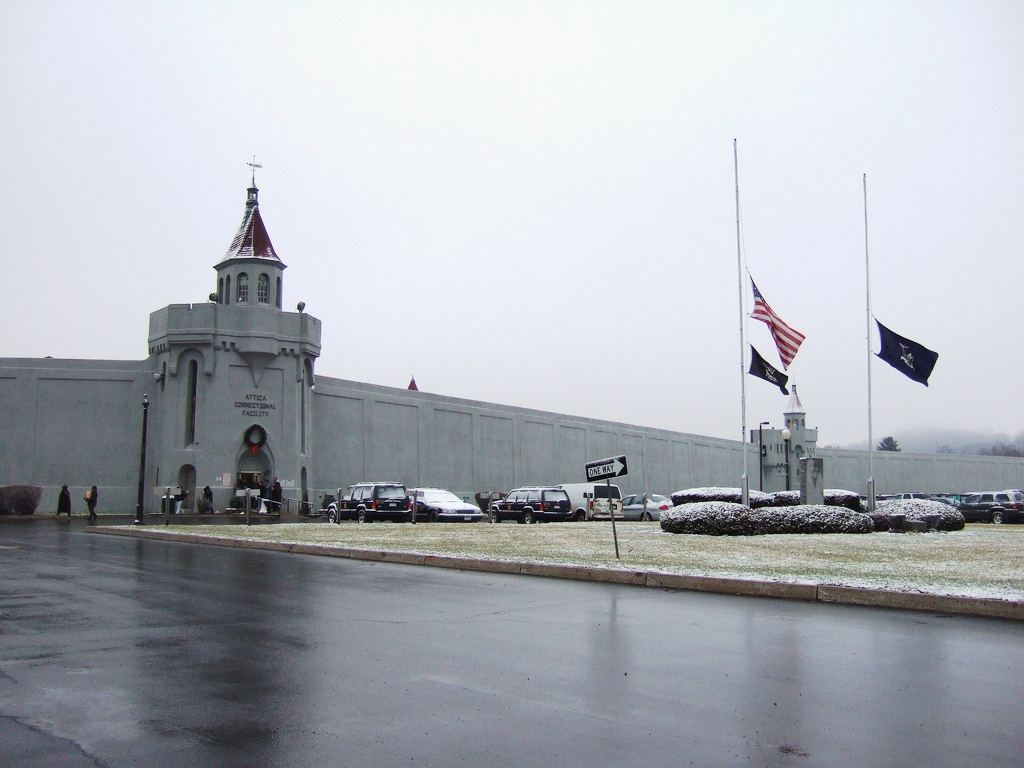
Entrée du centre correctionnel d'Attica.

Le droit pénal américain est devenu de plus en plus répressif jusqu'aux années 2000, en particulier à partir des années 1970 puis sous Reagan, quand triomphe le slogan get tough on crime (« soyez durs envers le crime »). Alors que les États-Unis se lancent dans la « guerre contre la drogue », l'entrée en vigueur des lois réprimant toxicomanes aussi bien que trafiquants de drogues conduit à des peines de prison minimales incompressibles (ou peines plancher). En 2004, 25 % des prisonniers du pays l'étaient pour trafic ou consommation de drogue. Cette proportion montait à 55 % des prisonniers fédéraux du pays en 2009, proportion passé en 2011 à moins de 51 %.
Depuis le milieu des années 1980, les lois sur les peines plancher concernant les stupéfiants ont aussi établi une disparité de 1 à 100 pour ce qui concerne le crack et la cocaïne : une personne en possession de 5 grammes de crack recevait la même peine plancher (5 ans ferme selon la loi fédérale) qu'une personne avec 500 grammes de cocaïne. Cela conduit à une discrimination ethnique envers les Afro-Américains, qui forment le groupe le plus gros des personnes condamnées pour possession de crack (84,7 % de celles-ci), alors qu'ils ne représentent que 27 % des personnes condamnées pour possession de cocaïne.
Dans les années 1990, la « théorie de la vitre brisée » (en particulier à New York, sous Rudy Giuliani, maire de 1994 à 2001) est en vogue. Le taux d'incarcération, qui était déjà l'un des plus élevés des pays industrialisés dans les années 1970, quadruple en quinze ans : on passe de 240 000 détenus en 1975 à près d'un million en 1995, puis deux millions en 2005. En 2014, on assiste à une baisse faible mais continue du nombre de détenus depuis 2008. Selon les chiffres officiels, environ 4 400 personnes meurent annuellement dans les prisons américaines.
Environ 80 % des personnes inculpées aux États-Unis pour des crimes passibles d'une peine supérieure à un an d'incarcération vivaient dans la pauvreté.

### Statut de la population sous contrôle judiciaire en 2012[1]
| Statut                                              | Population | Pourcentage |
| --------------------------------------------------- | ---------- | ----------- |
| Total                                               | 6 937 600  | 100         |
| «Probation» (libération conditionnelle)             | 3 942 800  | 56,8        |
| «Parole» (autre forme de libération conditionnelle) | 851 200    | 12,3        |
| Prison                                              | 1 483 900  | 21,4        |
| Cellules locales                                    | 744 500    | 10,7        |
| Sous statut multiples                               | 84 700     |             |

Pour des raisons techniques, il est temporairement impossible d'afficher le graphique qui aurait dû être présenté ici.

### Répartition ethnique
En 2004, au niveau national, la moitié des détenus étaient des Afro-Américains et 25 % des Latinos.
Début 2017, les prisons fédérales comptaient environ 189 000 détenus (dont 21,2 % n'ayant pas la nationalité américaine). Parmi l'intégralité des détenus, 34,8 % étaient hispaniques, 34,5 % afro-américains 27,1 % caucasiens et 3,6 % d'une autre ethnie. On comptait 93,2 % d'hommes et 6,8 % de femmes.
D'autre part, 47 % des déclarations d’innocence après des erreurs judiciaires concernent des condamnés noirs.
Thomas Piketty relève qu'environ 5 % des hommes adultes noirs sont en prison en 2018, soit un taux comparable à celui de l'ensemble de la population en URSS en 1953, à la mort de Staline.

### Comparaison internationale

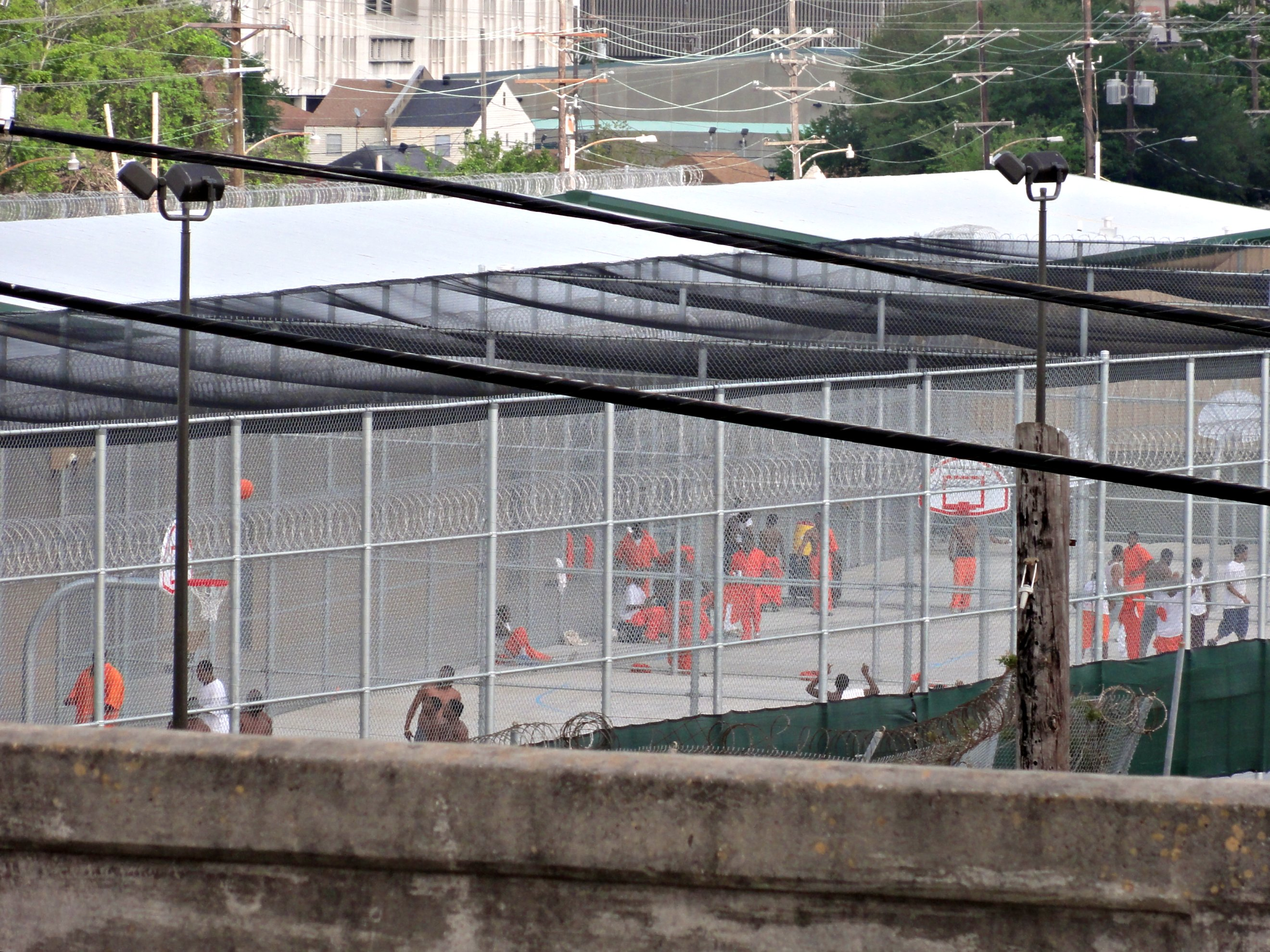
Cour de la prison de la Nouvelle-Orléans.

Les États-Unis ont le plus grand nombre relatif de prisonniers de toutes les nations qui ont des statistiques à ce sujet : 710 prisonniers pour 100 000 personnes en 2012 contre 714 prisonniers pour 100 000 personnes en 2007. En 2017, les États-Unis comptent 25 % des prisonniers de la planète pour 5 % de la population mondiale. En 2018, 1 % de la population adulte américaine est en prison, contre 0,7 % en Russie, 0,3 % en Chine, et moins de 0,1 % dans tous les pays d'Europe de l'Ouest.
À titre de comparaison, en 2007, le taux d'incarcération au Royaume-Uni était de 142 pour 100 000, en Norvège de 65 pour 100 000, en France de  91 pour 100 000, en Chine de 118 pour 100 000 (seules les personnes condamnées sont comptabilisées) et en Russie de 532 pour 100 000.
| Pour des raisons techniques, il est temporairement impossible d'afficher le graphique qui aurait dû être présenté ici. |
| Source secondaire et primaire: BBC (secondaire), International Centre for Prison Studies (primaire).                   |

| Pour des raisons techniques, il est temporairement impossible d'afficher le graphique qui aurait dû être présenté ici. |
| Source secondaire et primaire: BBC (secondaire), International Centre for Prison Studies (primaire).                   |

### Mortalité
| Mortalité dans les prisons locales                                                                                     | Mortalité dans les prisons locales                                                                                     |
| --- | --- |
| Pour des raisons techniques, il est temporairement impossible d'afficher le graphique qui aurait dû être présenté ici. | Pour des raisons techniques, il est temporairement impossible d'afficher le graphique qui aurait dû être présenté ici. |
| Source: BJS | |

| Mortalité dans les prisons d'État et les prisons fédérales                                                             | Mortalité dans les prisons d'État et les prisons fédérales                                                             |
| --- | --- |
| Pour des raisons techniques, il est temporairement impossible d'afficher le graphique qui aurait dû être présenté ici. | Pour des raisons techniques, il est temporairement impossible d'afficher le graphique qui aurait dû être présenté ici. |
| Source: BJS | |

## Conditions particulières de détention

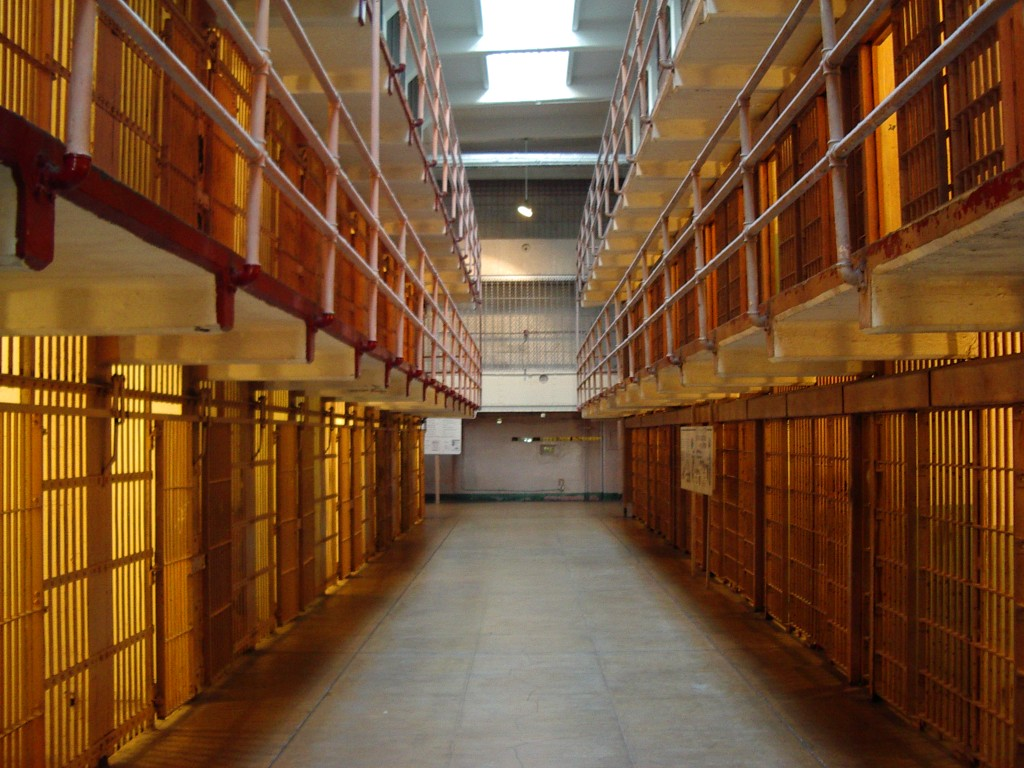
Couloirs de la prison d'Alcatraz, aujourd'hui désaffectée.

### Isolement
Sur l'ensemble des États-Unis, en moyenne 2,6 % des prisonniers sont en cellule disciplinaire.
Dans l'État de New York, en 2009, ce seuil est de 6,7 % avec une durée moyenne de 5 mois et aucune limitation. 50 % des suicides ont lieu dans ces sections. Dans le même État, le tueur en série Lemuel Smith est l'un des détenus ayant passé le plus de temps à l'isolement disciplinaire — 20 ans de 1983 à 2003 — pour avoir tué une surveillante, et sans avoir été condamné à la peine de mort.
À la même date, seuls le Texas et la Californie ont un taux plus élevé d'isolement disciplinaire que New York. De fait, il arrive que cette sanction ne soit pas appliquée en cellule individuelle. Au Texas, les détenus refusant de travailler sont maintenus enfermés dans leur cellule 24 heures sur 24 sans aucune propriété personnelle.
La durée maximale de détention à l'isolement est de 60 jours dans les prisons fédérales américaines.

### Réseau mondial de détention antiterroriste
Les États-Unis ont aussi un réseau mondial de centres de détention (black sites) pour de présumés terroristes, géré par la CIA, et qui leur permet d'échapper à leur propre législation en matière de respect des droits de l'homme. L'affaire a été révélée par le Washington Post le 2 novembre 2005 qui annonce qu'une trentaine de personnes, soupçonnées d'être liées au réseau terroriste Al-Qaïda, seraient ainsi détenues secrètement dans huit pays (comme la Thaïlande), pays qui ont tous apporté un démenti à ces allégations[réf. nécessaire]. L'existence des black sites a ensuite été confirmée par plusieurs rapports officiels (dont celui du sénateur suisse Dick Marty en 2006).

### Travail
Le travail dans les prisons américaines fait l'objet de nombreuses critiques. Les syndicats dénoncent notamment le travail carcéral comme une concurrence déloyale. Toutefois, selon Heather Mac Donald (en), un système carcéral dans lequel le travail et la formation professionnelle seraient disponibles pour tous les prisonniers serait coûteux mais pourrait se révéler payant du fait de moindres coûts liés à la récidive.
- Prison Valley (2010) : « l'industrie de la prison dans une Amérique en crise. »[34]

Un rapport publié en décembre 2017 par le rapporteur spécial des Nations Unies sur l'extrême pauvreté et les droits de l'homme indique que le système judiciaire américain vise à garder des personnes dans la pauvreté et à générer des revenus pour financer le système judiciaire et d'autres programmes : « Dans de nombreuses villes et comtés, le système de justice pénale est en fait un système permettant de maintenir les pauvres dans la pauvreté tout en générant des revenus pour financer non seulement le système de justice, mais divers autres programmes. L'utilisation du système juridique, non pas pour promouvoir la justice, mais pour augmenter les recettes, comme l'a si bien documenté le rapport du ministère de la Justice sur Ferguson, est omniprésente dans tout le pays. »
Des initiatives privées, comme EDWINS à Cleveland, ou GOSO à Manhattan œuvrent pour la réinsertion des anciens détenus. Ces organisations indépendantes à but non lucratif apparaissent comme une alternative aux programmes gouvernementaux .

### Uniforme

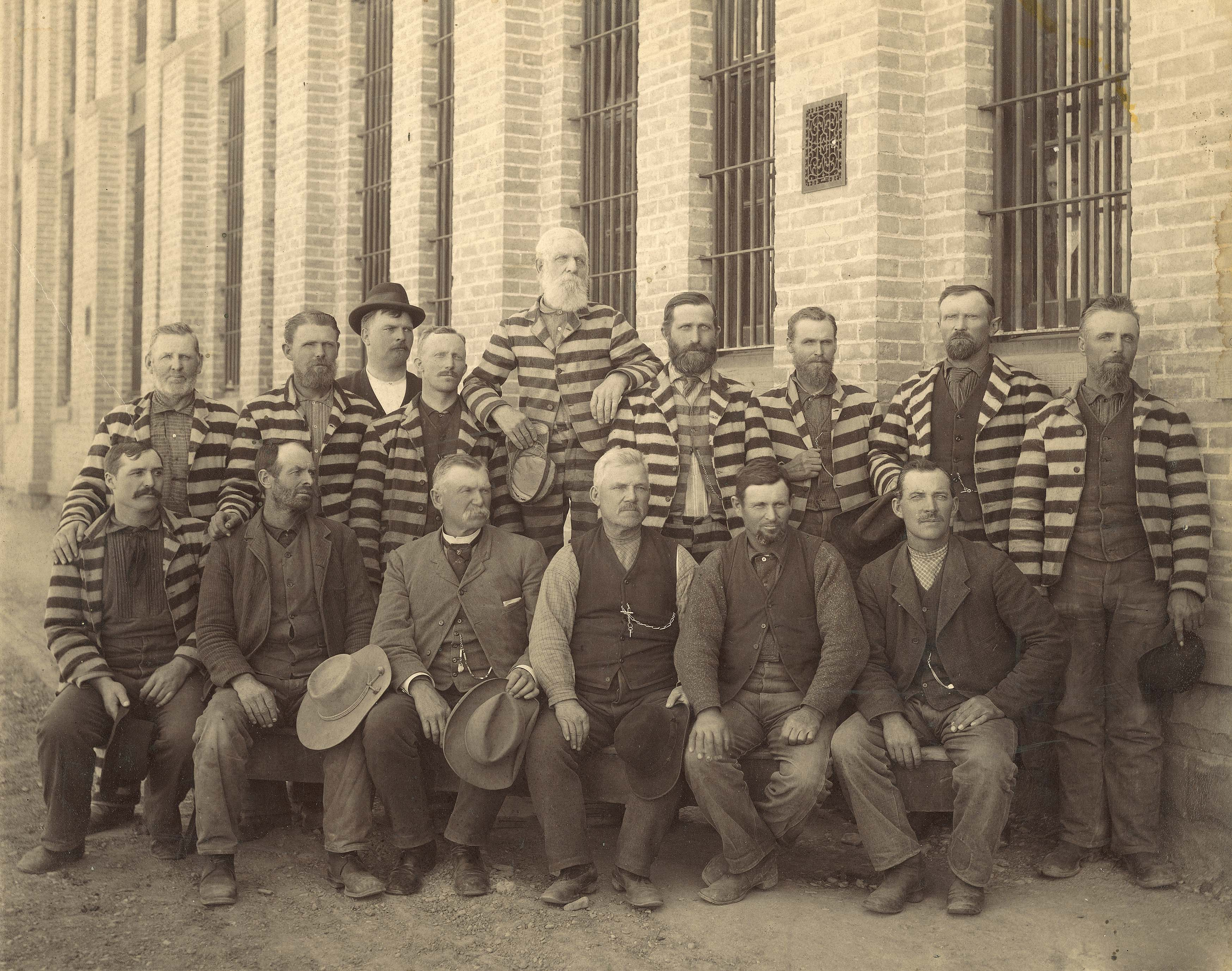
Prisonniers en Utah avec un uniforme rayé par-dessus leurs vêtements (1887).

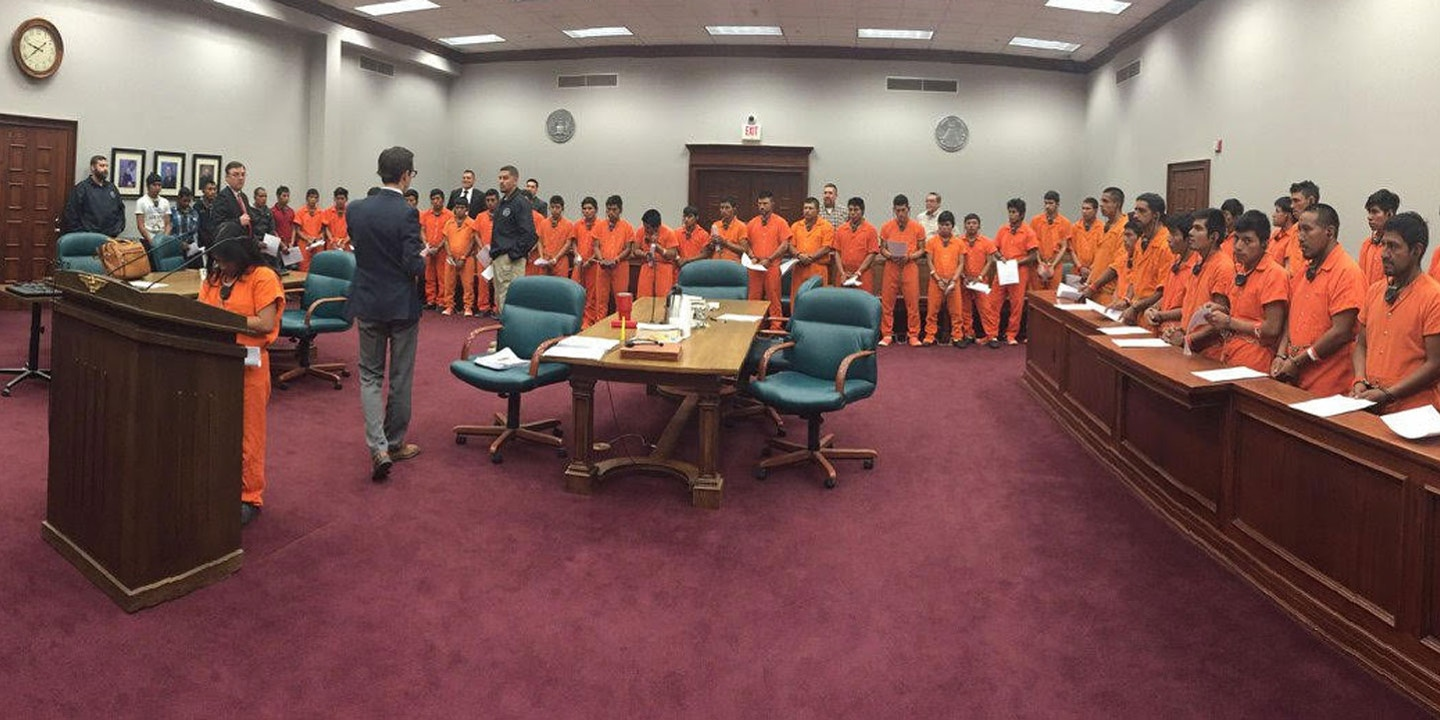
Procès d'immigrants illégaux au Texas, portant un uniforme orange (2018).

Comme en Europe, les uniformes de prisonniers américains apparaissent à la fin du XVIIIe siècle. Historiquement, ils sont rayés. Les rayures étant jugées trop dégradantes, elles commencent à être abandonnées à partir du début du XXe siècle : ainsi, les uniformes rayés disparaissent dans l'État de New-York en 1904, remplacés par des uniformes gris. Ils subsistent parfois ailleurs durant une longue période, comme en Caroline du Nord jusqu'en 1958.
C'est dans les années 1970 qu'apparaît le célèbre uniforme orange. Cette couleur est choisie en raison de sa forte visibilité, permettant de distinguer les prisonniers au milieu de civils. En effet, cet uniforme orange n'est généralement pas porté à l'intérieur de la prison mais lors de transferts, du procès ou de travaux en extérieur. Il est popularisé du grand public grâce aux médias (notamment les photos de détenus de Guantanamo) et à la fiction (par exemple la série télévisée Orange is the New Black).
L'uniforme orange n'est pas généralisé dans chaque État des États-Unis. En Californie, il est bleu, au Colorado, il peut être kaki, etc. Dans de rares prisons, les hommes peuvent garder des vêtements civils ; c'était d'ailleurs historiquement le cas pour les femmes, jusqu'à ce que pour égaliser la condition des détenus quel que soit leur genre, on leur impose à elles aussi le port d'un uniforme.

#### Ouvrage
- Seth Ferranti : Prison Stories : Affaires criminelles en prison, traduction française de Marc-Emmanuel Konigson, Éditions Encore, 2011.  (ISBN 2919583050)

#### Documentaire
- Le 13e, documentaire américain réalisé en 2016 par Ava DuVernay.